# Écritures de l'hébreu
Les systèmes d'écriture de l'hébreu, qui dérivent de la calligraphie du phénicien, ont évolué au fil des temps, et se présentent aujourd'hui sous deux aspects, l'écriture carrée utilisée en imprimerie, et l'écriture dite cursive utilisée par les soferim dans les documents manuscrits. L'écriture de l'hébreu par des moyens informatiques a permis l'évolution de ces deux types fondamentaux vers une grande diversité de polices de caractères hébreux.

## Écritures antiques
Entre 3500 et 3200 avant notre ère les logogrammes furent utilisés pour écrire le proto-cunéiforme en Mésopotamie d'une part, et pour écrire les hiéroglyphes égyptiens d'autre part.
L'évolution des logogrammes en idéogrammes, pictogrammes, puis phonogrammes fut très lente. 

De l'écriture égyptienne en hiéroglyphes dériva l'écriture protosinaïtique, suivie de l'écriture protocananéenne en vigueur dans la région du Sinaï jusqu'à l'époque de Moïse. Cette écriture évolua ensuite en écriture phénicienne considérée comme la mère des écritures grecque, paléo-hébraïque, samaritaine et araméenne.

## Écriture phénicienne
La calligraphie hébraïque dérive du graphisme phénicien. Ces deux systèmes d'écriture ont en commun de présenter un ensemble de caractères dont chacun peut être l'objet d'une lecture à plusieurs niveaux. 
- Tout caractère est d'abord un pictogramme, le troisième caractère du tableau ci-après (soit ג en hébreu) est d'abord un dessin stylisé qui représente un chameau (en phénicien) un cou de chameau (en hébreu) . Un chameau se dit gâmâl en hébreu et s'écrit (abstraction faite des voyelles) G M L.
- L'initiale de ce mot est un son (la consonne G) et le second niveau de lecture sera celui d'un phonogramme : le même caractère qui désignait un chameau (gâmâl) signale ici le phonème G nommé lui aussi G M L, mais prononcé gîmèl dans cette nouvelle fonction.
- Ce même caractère peut aussi fonctionner comme un chiffre, il représente alors une valeur numérale. Le caractère ג, au troisième niveau de lecture, se lira shalosh (trois en hébreu) ce qui correspond pour ce caractère à sa position dans l'alphabet (il occupe la troisième place).
- Un quatrième niveau de lecture permettrait d'écrire une note musicale (à confirmer).
- Un autre niveau de lecture est mystique ou ésotérique. Ainsi, au vu du tétragramme Y H W H le lecteur sait mentalement de qui il s'agit, mais il ne peut absolument pas prononcer le Nom (Baroukh ouBaroukh Shemo béni et béni Son Nom) Nom Sacré, Ineffable, Indicible.

| Phénicien | Hébreu | Pictogramme             | Pictogramme              | Phonogramme |                                 |
| Phénicien | Hébreu | Pictogramme             | Pictogramme              | Phonogramme | Numérogramme                    |
| --------- | ------ | ----------------------- | ------------------------ | ----------- | ------------------------------- |
| Aleph     | א      | taureau, maître         | אֶלֶף ʾelep̄, אַלּוּף ʾallūp̄,  | ʾāleph      | הַחַד 1 ʾaḥad (ou 1000 אֶלֶף ʾelep̄) |
| Beth      | ב      | maison                  | בַּיֽת bayiṯ, בֵּיֽת beyiṯ, () | bēth        | 2 שְׁתַּיֽם šəṯṯayim                 |
| Gimel     | ג      | cou du chameau          | gâmâl                    | gīmel       | 3 שָׁלֹשׁ šāloš                     |
| Daleth    | ד      | porte.                  | dèlèth                   | dāleth      | 4 אַרְבַּע ʾarəbbaʿ                 |
| He        | ה      | voici (interjection)    | hēʾ                      | hē          | 5 חָמֵשׁ ḥāmēš                     |
| Waw       | ו      | clou, crochet           | wâw                      | wāw         | 6 שֵׁשׁ šēš                        |
| Zayin     | ז      | arme, hache             | zayin                    | zayin       | 7 שֶׁבַע šeḇaʿ                     |
| Heth      | ח      | terreur                 | ḥēth                     | ḥēth        | 8 שְׁמֹנֶה šəmoneh                  |
| Teth      | ט      | serpent                 | ṭēyth                    | ṭēth        | 9 תֵּשַׁע ṯēšaʿ                     |
| Yodh      | י      | main                    | yād                      | yōdh        | 10 עֶשֶׂר                          |
| Kaph      | כ      | paume, creux de la main | kaph                     | kaph        | 20 עֶשְׂרִים                        |
| Lamedh    | ל      | aiguillon de bouvier    | lāmèd                    | lāmedh      | 30 שְׁלֹשִים                        |
| Mem       | מ      | eaux                    | mayim, mēym              | mēm         | 40 אַרְבָּעִים                       |
| Nun       | נ      | poisson                 | nûn                      | nûn         | 50 חֲמִשִּׁים                        |
| Samekh    | ס      | appui, soutien          | sāmèkh                   | sāmekh      | 60 שִׁשִּׁים                         |
| Ayin      | ע      | œil                     | ʿayin                    | ʿayin       | 70 שִׁבְעִים                        |
| Pe        | פ      | bouche                  | pèh                      | pē          | 80 שְׁמֹנִים                        |
| Sade      | צ      | (papyrus)               |                          | ṣādē        | 90 תִּשְׁעִים                        |
| Qoph      | ק      | singe                   | qôph                     | qûph        | 100                             |
| Res       | ר      | (tête)                  |                          | rēš         | 200                             |
| Sin       | ש      | (dent)                  |                          | šin         | 300                             |
| Taw       | ת      | (marque)                |                          | tāw         | 400                             |

## Écriture carrée

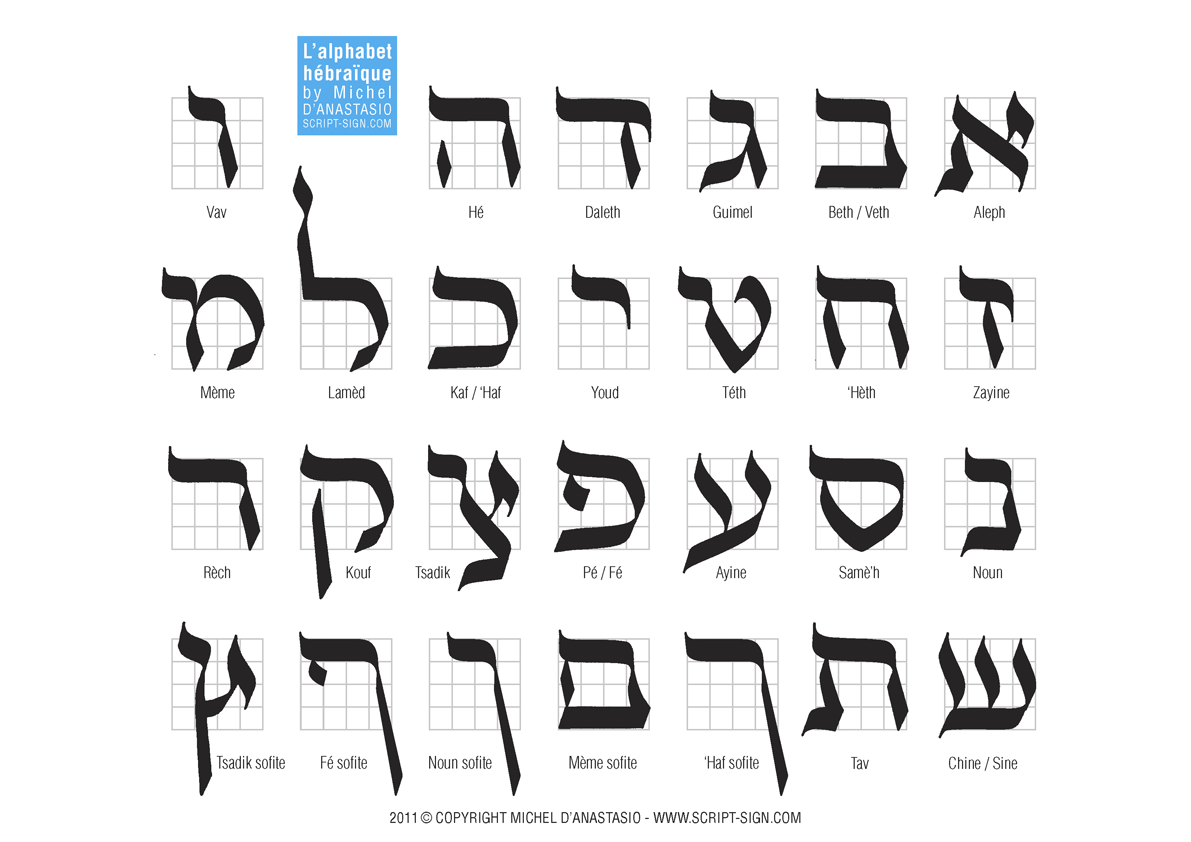

La langue hébraïque se note à l'aide de vingt-deux caractères rassemblés en un alphabet. Cet alphabet se nomme aleph beth en hébreu, du nom de ses deux premiers caractères. 
Comme l'alphabet arabe, l'alphabet hébreu est du type abjad qui note exclusivement des consonnes. Deux calligraphies hébraïques coexistent aujourd'hui : l'écriture assyrienne dite écriture carrée, et l'écriture cursive. Ces deux types d'écriture se lisent et s'écrivent, comme l'arabe, de droite à gauche.

### L'alphabet aleph beth
L'alphabet hébreu comprend vingt-deux lettres, qui représentent exclusivement les phonèmes consonantiques de la langue hébraïque. L'ordre de succession de ces caractères, dit ordre alphabétique, sert à organiser la présentation lexicale des mots dans les dictionnaires ou autres listes de vocabulaire. Depuis l'invention de l'imprimerie, l'écriture des livres imprimés utilise l'écriture dite carrée, ou assyrienne, que voici. 
- Note : certaines lettres présentent deux ou même trois variantes, qui seront expliquées après présentation du tableau suivant qui se lit de droite à gauche, sens habituel de l'écriture hébraïque :

| son moderne         | lettre carrée | transcription | translittération   | nom hébreu |
| ------------------- | ------------- | ------------- | ------------------ | ---------- |
| [ muet ou diérèse ] | א             | aleph         | [ʾālep̄]            | אָלֶף        |
| /v/ /b/             | בּ ב           | beth          | [ḇēṯ] ou [bēṯ]     | בֵית ou בֵּית |
| /g/                 | גּ ג           | guimel        | [ḡimel] ou [gimel] | גִמֶּל ou גִּמֶּל |
| /d/                 | דּ ד           | daleth        | [ḏāleṯ] ou [dāleṯ] | דָלֶת ou דָּלֶת |
| /ʕ̞/                 | ה             | he            | [hēʾ]              | הֵא         |
| /v/                 | ו             | vav           | [wāw]              | וָו         |
| /z/                 | ז             | zayin         | [zayin]            | זַיִן        |
| /ʜ/                 | ח             | het           | [ḥēṯ]              | חֵת         |
| /t/                 | ט             | tet           | [ṭēṯ]              | טֵת         |
| /j/                 | י             | yud           | [yōd]              | יוֹד        |
| /χ/ /k/             | כּ כ ך         | kaf           | [ḵāp̄] ou [kāp̄]     | כָף ou כָּף   |
| /l/                 | ל             | lamed         | [lāmed]            | לָמֶד        |
| /m/                 | מ ם           | mem           | [mēm]              | מֵים        |
| /n/                 | נ ן           | nun           | [nūn]              | נוּן        |
| /s/                 | ס             | samekh        | [ṣāmeḵ]            | סָמֶך        |
| [ muet ou diérèse ] | ע             | ʿayin         | [ʿayin]            | עַיִן        |
| /f/ /p/             | פּ פ ף         | pe            | [pē]               | פֵּא         |
| /ts/                | צ ץ           | tsade         | [ẓādīq]            | צָדִיק       |
| /k/                 | ק             | qof           | [qūp̄]              | קוּף        |
| /ʀ/                 | ר             | resh          | [rēš]              | רֵישׁ        |
| /ʃ/                 | שׁ             | shin          | [šīn]              | שִׁין        |
| /s/                 | שׂ             | sin           | [sīn]              | שִׂין        |
| /t/                 | תּ ת           | tav           | [tāw]              | תָּו         |

| שׂ שׁ |

ש est l'initiale des mots שן (une dent) et שפה (une lèvre), bien que le premier mot se prononce šēn et le second sāp̄āh. Dès l'Antiquité, les sons phonétiquement bien différenciés /ʃ/ et /s/ s'écrivaient à l'aide du seul caractère ש. Pour lever cette ambiguïté les massorètes inventèrent un point diacritique spécifique, placé à droite שׁ pour noter /ʃ/ et à gauche שׂ pour noter /s/, ils orthographièrent donc ces mots שֵׁן šēn et שָׂפָה sāp̄āh. Bien que la tradition considère ש comme une lettre unique dont שׂ ne serait qu'une variante, les dictionnaires distinguent ce caractère unique mais différemment pointé comme deux lettres distinctes, שׁ étant l'avant dernière et שׂ l'antépénultième de l'alphabet hébreu.
| א ה ו י |

La structure consonantique des mots sémitiques s'avérant plus stable que leur structure vocalique, les scribes antiques choisirent dès la période ougaritique d'écrire les consonnes, éléments phonologiquement plus stables de leur langue, et non les voyelles, jugées trop instables pour être notées. Cette tradition, maintenue par les phéniciens, fut transmise aux scribes hébreux du premier Temple, avant l'Exil à Babylone. Pour des locuteurs qui, avant de l'écrire, parlaient aisément leur langue maternelle, les ambiguïtés résultant de ce mode d'écriture étaient facilement surmontées.
- Exemple : en lisant שן le locuteur hébreu natif distingue facilement, selon le contexte, le nom d'une dent שֵׁן šēn de celui d'une lettre שִׁין šîn.

À partir d'Esdras et de la construction du second Temple, les lettrés hébreux sentirent le besoin de noter, outre les consonnes, les quelques  voyelles stables qui se retrouvaient toujours à la même place dans un mot quel que soit le contexte linguistique qui l'intègre (flexions nominale ou verbale, dérivations, compositions). Pour ce faire, ils n'inventèrent pas de nouveaux signes mais utilisèrent quatre lettres de leur alphabet traditionnel, à savoir : א ה ו י.
- Exemple : dans בראשית , le premier mot de la Genèse, א et י signalent respectivement la présence du /e/ vocalisé après /ʀ/ et du /j/ vocalisé après /ʃ/, ces lettres ne se lisent donc ni comme un coup de glotte pour א ni comme consonne spirante palatale voisée pour י.

Ces quatre lettres (א ה ו י) sont qualifiées d'isotoniques (l'isotonie se définissant comme l'équilibre de deux fonctions qui ont la même forme). Elles deviennent quiescentes (du latin quiescant) lorsqu'elles se « reposent » de leur fonction d'indicateur de consonne pour exercer une fonction d'indicateur de voyelle stable , généralement longue. Dans l'exercice de cette fonction alternative chacun de ces caractères isotoniques était considéré comme une èm haqria אֵם הֲקְּרִיאָה ʾēm  həqqərîʾāh par les scribes antiques, ce que les grammairiens médiévaux traduisirent en latin par mater lectionis devenu « mère de lecture » en français.
- Exemple : dans בַּיִת bayit (maison) la lettre isotonique yōd exerce une fonction consonantique, dans בֵּין bên (entre, au milieu de) la même lettre isotonique yōd exerce la fonction alternative de èm haqria אֵם הֲקְּרִיאָה ʾēm  həqqərîʾāh qui note ici la présence d'une voyelle /e/ longue et stable.

Le système des néqoudot נְקֻדּוֹת nəquddōṯ inventé par les massorètes de Tibériade permettant seulement de noter le timbre et la longueur des voyelles, il ne se substitua pas aux « mères de lecture », dont la fonction principale d'indiquer l'emplacement d'une voyelle stable dans un mot reste valide jusqu'aujourd'hui.
- Exemple : l'orthographe massorétique de בְּרֵאשִׁית indique timbre et longueur des voyelles et conserve les « mères de lecture » d'origine plus ancienne qui signalent l'emplacement de voyelles longues stables.

| ך ם ן ף ץ |

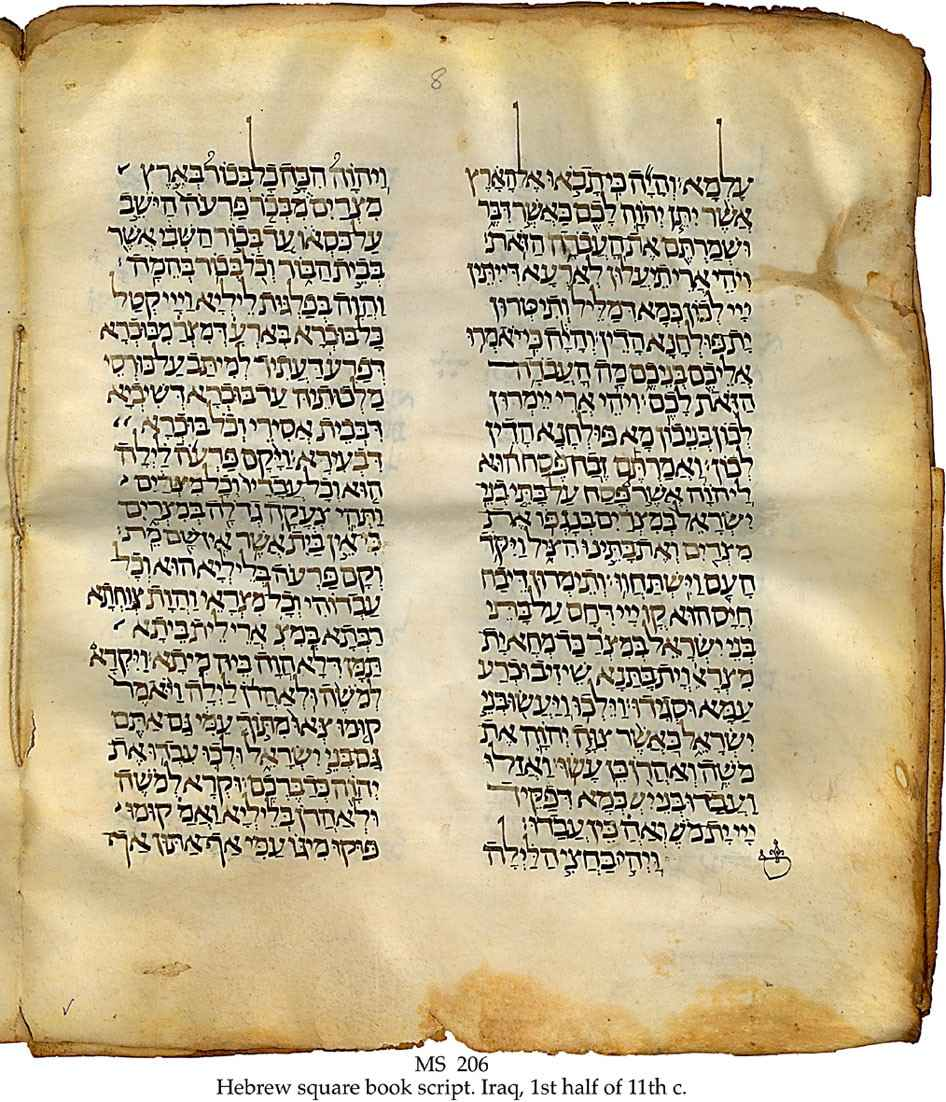
Manuscrit hébraïque du XIe siècle

L'observation attentive d'un manuscrit hébraïque ancien montre une succession de lettres accumulées en mots et en phrases sans aucune séparation. L'écriture arabe procède de la même manière, ce qui rend incommode l'analyse du texte en mots distincts. Pour pallier cet inconvénient les scribes arabes inventèrent trois formes spécifiques pour chacune des lettres de leur alphabet, une forme initiale, une forme médiane, une forme finale.
- Exemple : la lettre arabe isolée ﻉ ʿayn notant le phone [ʔˤ] prend les formes initiale ﻋ, médiane ﻌ, et finale ﻊ.

Plus économe de ses moyens, l'écriture hébraïque n'utilise que deux formes pour une même lettre : la forme normale et la forme finale, estimant superflue une forme initiale puisque la lettre qui suit une lettre finale commence nécessairement un mot nouveau. De plus, elle n'utilise pas une forme finale pour tous les caractères de son alphabet, mais seulement pour les cinq lettres finales otiot sofiot  אוֹתִיּוֹת סוֹפִיּוֹת ʾōttiyyōṯ ṣōp̄iyyōṯ  les plus souvent rencontrées en fin de mot.
- Exemple : voici ces cinq lettres présentées par paire, forme normale à droite, et finale à gauche :
- כ ך, מ ם, נ ן, פ ף, צ ץ
- La calligraphie termine la forme normale par un petit trait horizontal, qui s'allonge verticalement vers le bas pour la forme finale de quatre des cinq lettres spéciales.

| תּ פּ כּ דּ גּ בּ |

Six caractères peuvent présenter une variante signalée à l'aide d'un point intérieur nommé daguesh léger.

## Écriture cursive
L'écriture manuscrite de l'hébreu (כתב רהוט) est nommée traditionnellement mais improprement cursive, car les caractères hébreux manuscrits s'écrivent, contrairement au français, sans se lier les uns aux autres. Certains caractères ressemblent fort à leur correspondant de l'écriture carrée, d'autres sont vraiment originaux par rapport à celle-ci.

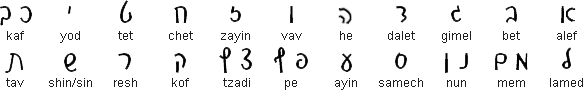
Écriture hébraïque cursive, à lire de droite à gauche.

Sur les manuscrits séfarades les caractères hébraïques sont différents de ceux qui composent l'écriture manuscrite répandue en Israël (origine ashkénaze). De nombreuses œuvres des siècles derniers du monde sépharade et oriental sont encore à l'état de manuscrits, car ces cursives séfarades, souvent ignorées des lettrés actuels, compliquent l'accès à ces textes. Il existe cependant de nombreuses éditions de telles œuvres depuis quelques dizaines d'années grâce à l'Institut Béné Yisakhar . Il existe aussi des tentatives pour enseigner ces cursives anciennes et produire des polices de caractères téléchargeables pour ordinateurs 

## Translittérations
Lorsque la translittération ou la transcription d'un caractère hébreu ne trouve pas d'équivalent parmi les caractères latins, il est d'usage d'utiliser les caractères suivants :
| translittération | caractère hébreu | phonétisation        |
| ---------------- | ---------------- | -------------------- |
| ʾ                | א                | /ʔ/ (coup de glotte) |
| ḇ                | ב                | /v/ ou bh            |
| ḡ                | ג                | /ɣ/ ou gh            |
| ḏ                | ד                | /ð/ ou dh            |
| ḥ                | ח                | /ħ/                  |
| ṭ                | ט                | [t̙ˤ] ou t emphatique |
| ḵ                | כ                | /χ/ ou kh            |
| ṣ                | ס                | [s̙ˤ] ou s emphatique |
| ʿ                | ע                | /ʕ/                  |
| p̄                | פ                | /f/ ou ph            |
| š                | שׁ                | /ʃ/ (sh)             |
| ṯ                | ת                | /θ/ ou th            |